# Persone di nome Patrick
| Questa pagina contiene informazioni ricavate automaticamente dalle voci biografiche con l'ausilio del template Bio e di un bot. L'aggiornamento è periodico e automatico e ricostruisce completamente la pagina. Se manca una persona in questa lista, sei pregato di non aggiungerla, ma accertati piuttosto che la sua voce biografica contenga il template Bio e che i dati anagrafici siano correttamente compilati. Se il template Bio manca, inseriscilo tu stesso o, in alternativa, metti l'avviso {{tmp\|Bio}} che ne segnala la mancanza. Se i dati riportati sono sbagliati, correggi direttamente la voce biografica; le modifiche saranno visibili in questa lista entro pochi giorni. Per chiarimenti vedi il progetto antroponimi. La lista contiene solo le 803 persone che sono citate nell'enciclopedia e per le quali è stato implementato correttamente il template Bio. Pagina aggiornata al 6 ago 2025. |

Questa è una lista di persone presenti nell'enciclopedia che hanno il nome Patrick, suddivise per attività principale.

## Allenatori di calcio(24)
- Patrick Aussems, allenatore di calcio e ex calciatore belga (Moelingen, n. 1965)
- Patrick Bettoni, allenatore di calcio e ex calciatore svizzero (Winterthur, n. 1975)
- Patrick Bühlmann, allenatore di calcio e ex calciatore svizzero (n. 1971)
- Patrick Cavelan, allenatore di calcio francese (n. 1976)
- Patrick Colleter, allenatore di calcio e ex calciatore francese (Brest, n. 1965)
- Patrick Collot, allenatore di calcio e ex calciatore francese (Avignone, n. 1967)
- Pat Crerand, allenatore di calcio e ex calciatore scozzese (Glasgow, n. 1939)
- Pat Fenlon, allenatore di calcio e ex calciatore irlandese (Dublino, n. 1969)
- Patrick Jacquemet, allenatore di calcio e ex calciatore tahitiano (Lione, n. 1965)
- Paddy Kenny, allenatore di calcio e ex calciatore irlandese (Halifax, n. 1978)
- Patrick Kisnorbo, allenatore di calcio e ex calciatore australiano (Melbourne, n. 1981)
- Patrick van Leeuwen, allenatore di calcio e ex calciatore olandese (Zoetermeer, n. 1969)
- Patrick Lodewijks, allenatore di calcio e ex calciatore olandese (Eindhoven, n. 1967)
- Patrick McCarthy, allenatore di calcio e ex calciatore irlandese (Dublino, n. 1983)
- Pat McGibbon, allenatore di calcio e ex calciatore nordirlandese (Lurgan, n. 1973)
- Patrick Parizon, allenatore di calcio e ex calciatore francese (Le Creusot, n. 1950)
- Patrick Pothuizen, allenatore di calcio e ex calciatore olandese (Culemborg, n. 1972)
- Patrick Rahmen, allenatore di calcio e ex calciatore svizzero (Basilea, n. 1969)
- Patrick Rémy, allenatore di calcio e ex calciatore francese (Béchy, n. 1954)
- Patrick Valéry, allenatore di calcio e ex calciatore francese (Brignoles, n. 1969)
- Patrick Vieira, allenatore di calcio, dirigente sportivo e ex calciatore senegalese (Dakar, n. 1976)
- Pat Walker, allenatore di calcio e ex calciatore irlandese (Carlow, n. 1959)
- Patrick Weiser, allenatore di calcio e ex calciatore tedesco (Düren, n. 1971)
- Patrick Zwaanswijk, allenatore di calcio e ex calciatore olandese (Haarlem, n. 1975)

## Allenatori di football americano(2)
- Patrick Cobbs, allenatore di football americano e ex giocatore di football americano statunitense (Shawnee, n. 1983)
- Patrick Graham, allenatore di football americano statunitense (Waterbury, n. 1979)

## Allenatori di hockey su ghiaccio(4)
- Pat Burns, allenatore di hockey su ghiaccio canadese (Saint-Henri, n. 1952 - Sherbrooke, † 2010)
- Pat Curcio, allenatore di hockey su ghiaccio, procuratore sportivo e ex hockeista su ghiaccio canadese (Toronto, n. 1973)
- Patrick Fischer, allenatore di hockey su ghiaccio e ex hockeista su ghiaccio svizzero (Zugo, n. 1975)
- Patrick Roy, allenatore di hockey su ghiaccio e ex hockeista su ghiaccio canadese (Sainte-Foy, n. 1965)

## Allenatori di pallacanestro(2)
- Pat Chambers, allenatore di pallacanestro statunitense (Newtown Square, n. 1970)
- Patrick Flomo, allenatore di pallacanestro e ex cestista statunitense (Charlotte, n. 1980)

## Allenatori di pallavolo(2)
- Pat Powers, allenatore di pallavolo, ex pallavolista e ex giocatore di beach volley statunitense (Los Angeles, n. 1958)
- Patrick Steuerwald, allenatore di pallavolo e ex pallavolista tedesco (Wolfach, n. 1986)

## Allenatori di tennis(3)
- Pat Cash, allenatore di tennis e ex tennista australiano (Melbourne, n. 1965)
- Patrick Mouratoglou, allenatore di tennis francese (Neuilly-sur-Seine, n. 1970)
- Patrick Rafter, allenatore di tennis e ex tennista australiano (Mount Isa, n. 1972)

## Alpinisti(1)
- Patrick Gabarrou, alpinista francese (Évreux, n. 1951)

## Altisti(1)
- Pat Leahy, altista, lunghista e triplista britannico (Charleville, n. 1877 - Chicago, † 1927)

## Ambientalisti(1)
- Patrick Moore, ambientalista canadese (Port Alice, n. 1947)

## Animatori(1)
- Patrick Osborne, animatore e regista statunitense

## Archeologi(1)
- P. Gregory Warden, archeologo e etruscologo italiano (Firenze, n. 1950)

## Architetti(2)
- Patrick Abercrombie, architetto e urbanista inglese (Ashton upon Mersey, n. 1879 - Aston Tirrold, † 1957)
- Patrick Hodgkinson, architetto britannico (Putney, n. 1930 - Corston, † 2016)

## Arcieri(1)
- Patrick Huston, arciere britannico (Belfast, n. 1996)

## Arcivescovi(1)
- Patrick Adamson, arcivescovo e ambasciatore scozzese (Perth, n. 1537 - Saint Andrews, † 1592)

## Arcivescovi cattolici(7)
- Patrick Graham, arcivescovo cattolico scozzese (castello di Loch Leven, † 1478)
- Patrick Mary O'Donnell, arcivescovo cattolico e missionario irlandese (Fethard, n. 1897 - Brisbane, † 1980)
- Thomas Vincent Cahill, arcivescovo cattolico australiano (Bendigo, n. 1913 - Darlinghurst, † 1978)
- Patrick Michael O'Regan, arcivescovo cattolico australiano (Bathurst, n. 1958)
- Patrick Christopher Pinder, arcivescovo cattolico bahamense (Nassau, n. 1953)
- Patrick William Riordan, arcivescovo cattolico canadese (Miramichi, n. 1841 - San Francisco, † 1914)
- Patrick John Ryan, arcivescovo cattolico irlandese (Thurles, n. 1831 - Filadelfia, † 1911)

## Arrampicatori(2)
- Patrick Berhault, arrampicatore e alpinista francese (Thiers, n. 1957 - Monte Dom, † 2004)
- Patrick Edlinger, arrampicatore francese (Dax, n. 1960 - La Palud-sur-Verdon, † 2012)

## Artisti(3)
- Patrick Crombé, artista e scultore belga (Schaerbeek, n. 1955 - † 2021)
- Patrick Moya, artista francese (Troyes, n. 1955)
- Patrick Nagel, artista e illustratore statunitense (Dayton, n. 1945 - † 1984)

## Artisti marziali misti(4)
- Patrick Côté, ex artista marziale misto canadese (Rimouski, n. 1980)
- Pat Healy, artista marziale misto statunitense (Salem, n. 1983)
- Pat Miletich, artista marziale misto statunitense (Davenport, n. 1968)
- Paddy Pimblett, artista marziale misto inglese (Huyton, n. 1995)

## Assassini seriali(1)
- Patrick Mackay, serial killer britannico (Dartford, n. 1952)

## Astronauti(1)
- Patrick Forrester, astronauta statunitense (El Paso, n. 1957)

## Astronomi(6)
- Patrick Moore, astronomo inglese (Pinner, n. 1923 - Selsey, † 2012)
- Patrick Martinez, astronomo francese
- Patrick M. Motl, astronomo statunitense
- Patrick Sogorb, astronomo francese (Chauny, n. 1971)
- Patrick Treanor, astronomo e gesuita britannico (Londra, n. 1920 - Roma, † 1978)
- Patrick Wiggins, astronomo statunitense (Ogden, n. 1949)

## Attori teatrali(2)
- Patrick Kinser-Lau, attore teatrale e cantante statunitense (California, n. 1953 - Santa Monica, † 1983)
- Patrick Rossi Gastaldi, attore teatrale, regista teatrale e mimo italiano (Ventimiglia, n. 1954)

## Aviatori(1)
- Patrick Baudry, aviatore e astronauta francese (Douala, n. 1946)

## Avvocati(2)
- Patrick Devedjian, avvocato e politico francese (Fontainebleau, n. 1944 - Antony, † 2020)
- Pat Finucane, avvocato irlandese (Belfast, n. 1949 - Belfast, † 1989)

## Bassisti(2)
- Pat Badger, bassista statunitense (Boston, n. 1967)
- Patrick Scales, bassista tedesco (Garmisch-Partenkirchen, n. 1965)

## Batteristi(3)
- Patrick Carlsson, batterista svedese (n. 1972)
- Patrick Johansson, batterista svedese (Falun, n. 1976)
- Patrick Wilson, batterista statunitense (Buffalo, n. 1969)

## Beatmaker(1)
- 9th Wonder, beatmaker statunitense (Winston-Salem, n. 1975)

## Biatleti(2)
- Patrick Braunhofer, biatleta italiano (Cavalese, n. 1998)
- Patrick Favre, ex biatleta italiano (Aosta, n. 1972)

## Biblisti(1)
- Patrick D. Miller, biblista statunitense (Atlanta, n. 1935 - Black Mountain, † 2020)

## Biologi(2)
- Patrick Blanc, biologo francese (Parigi, n. 1953)
- Patrick Geddes, biologo, sociologo e urbanista scozzese (Ballater, n. 1854 - Montpellier, † 1932)

## Bobbisti(3)
- Patrick Baumgartner, bobbista italiano (Brunico, n. 1994)
- Piet Biesiadecki, bobbista statunitense (Ware, n. 1920 - Charlestown, † 2000)
- Patrick Martin, bobbista statunitense (Louisville, n. 1923 - Massena, † 1987)

## Canoisti(1)
- Patrick Lefoulen, ex canoista francese (n. 1958)

## Canottieri(2)
- Patrick Loliger, canottiere messicano (Città del Messico, n. 1985)
- Patrick Rocek, canottiere italiano (Erba, n. 1998)

## Cantanti(14)
- Patrick Bruel, cantante, attore e giocatore di poker francese (Tlemcen, n. 1959)
- Patrick Dorgan, cantante danese (Copenaghen, n. 1987)
- Patrick Fiori, cantante francese (Marsiglia, n. 1969)
- Patrick Girondi, cantante e compositore statunitense (Chicago)
- Patrick Juvet, cantante, compositore e modello svizzero (Montreux, n. 1950 - Barcellona, † 2021)
- Patrick Lachman, cantante e chitarrista statunitense (n. 1970)
- Patrick Lindner, cantante, showman e attore tedesco (Monaco di Baviera, n. 1960)
- Jah Lloyd, cantante, disc jockey e beatmaker giamaicano (Point Hill, n. 1947 - Kingston, † 1999)
- Pat Monahan, cantante, attore e compositore statunitense (Erie, n. 1969)
- Patrick Nuo, cantante svizzero (Gettnau, n. 1982)
- Patoranking, cantante nigeriano (Ijegun, n. 1990)
- Patrick Ouchène, cantante belga (Bruxelles, n. 1966)
- Patrick Samson, cantante libanese (Beirut, n. 1946)
- Patrick Stump, cantante, polistrumentista e produttore discografico statunitense (Evanston, n. 1984)

## Cantautori(4)
- Pat Green, cantautore statunitense (San Antonio, n. 1972)
- Patrick Hernandez, cantautore francese (Le Blanc-Mesnil, n. 1949)
- Paddy Reilly, cantautore irlandese (Dublino, n. 1939)
- Patrick Watson, cantautore e musicista canadese (Lancaster, n. 1979)

## Cardinali(4)
- Patrick D'Rozario, cardinale e arcivescovo cattolico bangladese (Padrishbpur, n. 1943)
- Patrick Joseph Hayes, cardinale e arcivescovo cattolico statunitense (New York, n. 1867 - New York, † 1938)
- Patrick Aloysius O'Boyle, cardinale e arcivescovo cattolico statunitense (Scranton, n. 1896 - Washington, † 1987)
- Patrick Joseph O'Donnell, cardinale e arcivescovo cattolico irlandese (Kilraine, n. 1856 - Carlingford, † 1927)

## Cestisti(43)
- Patrick Baldassarre, cestista svizzero (Sion, n. 1986)
- Patrick Baldwin, cestista statunitense (Green Bay, n. 2002)
- Patrick Beverley, cestista statunitense (Chicago, n. 1988)
- Pat Burke, ex cestista irlandese (Dublino, n. 1973)
- Pat Calathes, ex cestista statunitense (Casselberry, n. 1985)
- Pat Carroll, ex cestista statunitense (Pittsburgh, n. 1982)
- Patrick Cham, ex cestista e allenatore di pallacanestro francese (Saint-Claude, n. 1959)
- Pat Connaughton, cestista e ex giocatore di baseball statunitense (Arlington, n. 1993)
- Paddy Crehan, cestista irlandese (n. 1920 - Dublino, † 1992)
- Pat Cummings, cestista statunitense (Johnstown, n. 1956 - New York, † 2012)
- Patrick Demars, ex cestista francese (Lione, n. 1953)
- Pat Dunn, cestista statunitense (n. 1931 - Chicago, † 1975)
- Pat Durham, ex cestista statunitense (Dallas, n. 1967)
- Patrick Eddie, ex cestista statunitense (Milwaukee, n. 1967)
- Patrick Ewing, ex cestista e allenatore di pallacanestro giamaicano (Kingston, n. 1962)
- Patrick Ewing, ex cestista e allenatore di pallacanestro statunitense (Boston, n. 1984)
- Patrick Femerling, ex cestista e allenatore di pallacanestro tedesco (Amburgo, n. 1975)
- Pat Frink, cestista statunitense (Wheat Ridge, n. 1945 - Tucson, † 2012)
- Patrick Gardner, cestista statunitense (Merrick, n. 1999)
- Pat Garrity, ex cestista e dirigente sportivo statunitense (Las Vegas, n. 1976)
- Luke Hancock, ex cestista statunitense (Roanoke, n. 1990)
- Patrick Heckmann, cestista tedesco (Magonza, n. 1992)
- Patrick King, ex cestista tedesco (Düsseldorf, n. 1970)
- Patrick Koller, ex cestista e allenatore di pallacanestro svizzero (Friburgo, n. 1972)
- Dino Martin, cestista e allenatore di pallacanestro statunitense (Newport, n. 1920 - Bonita Springs, † 1999)
- Patrick McCaw, cestista statunitense (St. Louis, n. 1995)
- Pat McFarland, ex cestista statunitense (Willingboro, n. 1951)
- Pat McGeer, cestista, fisico e neuroscienziato canadese (Vancouver, n. 1927 - Vancouver, † 2022)
- Patrick Miller, cestista statunitense (Chicago, n. 1992)
- Patty Mills, cestista australiano (Canberra, n. 1988)
- Patrick Mutombo, ex cestista e allenatore di pallacanestro della Repubblica Democratica del Congo (Kinshasa, n. 1980)
- Patrick O'Bryant, ex cestista statunitense (Oskaloosa, n. 1986)
- Patrick Patterson, ex cestista statunitense (Washington, n. 1989)
- Pat Reidy, ex cestista australiano (Melbourne, n. 1971)
- Patrick Richard, cestista statunitense (Lafayette, n. 1990)
- Pat Riley, ex cestista, allenatore di pallacanestro e dirigente sportivo statunitense (Rome, n. 1945)
- Patrick Samoura, cestista ceco (Beroun, n. 2000)
- Paddy Sheriff, cestista irlandese (Dublino, n. 1926 - Mullingar, † 1990)
- Pat Spencer, cestista statunitense (North Wales, n. 1996)
- Patrick Sullivan, ex cestista statunitense (Orlando, n. 1988)
- Patrick Tapé, cestista statunitense (Charlotte, n. 1998)
- Patrick Whelan, cestista britannico (Warrington, n. 1996)
- Patrick Williams, cestista statunitense (Charlotte, n. 2001)

## Chitarristi(3)
- Patrick Simmons, chitarrista e polistrumentista statunitense (Aberdeen, n. 1948)
- Pat Thrall, chitarrista statunitense (San Francisco, n. 1953)
- Pat Travers, chitarrista canadese (Toronto, n. 1954)

## Ciclisti su strada(17)
- Patrick Bevin, ex ciclista su strada e pistard neozelandese (Taupo, n. 1991)
- Patrick Bonnet, ex ciclista su strada francese (Montpellier, n. 1957)
- Patrick Calcagni, ex ciclista su strada svizzero (Sorengo, n. 1977)
- Patrick Cocquyt, ex ciclista su strada e ciclocrossista belga (Assenede, n. 1960)
- Patrick Eddy, ciclista su strada e pistard australiano (Echuca, n. 2002)
- Patrick Evenepoel, ex ciclista su strada belga (Etterbeek, n. 1968)
- Patrick Friou, ciclista su strada francese (Saintes, n. 1955)
- Patrick Gamper, ciclista su strada austriaco (Münster, n. 1997)
- Patrick Gretsch, ex ciclista su strada e pistard tedesco (Erfurt, n. 1987)
- Patrick Jonker, ex ciclista su strada e dirigente sportivo olandese (Amsterdam, n. 1969)
- Patrick Konrad, ciclista su strada austriaco (Mödling, n. 1991)
- Patrick Müller, ex ciclista su strada e pistard svizzero (Zurigo, n. 1996)
- Patrick Perret, ex ciclista su strada francese (La Rochelle, n. 1953)
- Patrick Robeet, ex ciclista su strada belga (Lovanio, n. 1964)
- Patrick Schelling, ex ciclista su strada svizzero (Hemberg, n. 1990)
- Patrick Serra, ciclista su strada svedese (Avignone, n. 1962 - Västerås, † 2013)
- Patrik Sinkewitz, ex ciclista su strada tedesco (Fulda, n. 1980)

## Climatologi(1)
- Patrick Michaels, climatologo statunitense (Berwyn, n. 1950 - Washington, † 2022)

## Compositori(5)
- Patrick Doyle, compositore scozzese (Uddingston, n. 1953)
- Patrick Heeney, compositore irlandese (Dublino, n. 1881 - Dublino, † 1911)
- Patrick Leonard, compositore, tastierista e produttore discografico statunitense (Chicago, n. 1955)
- Patrick Warren, compositore, arrangiatore e produttore discografico statunitense (New York, n. 1957)
- Patrick Williams, compositore, arrangiatore e direttore d'orchestra statunitense (Bonne Terre, n. 1939 - Santa Monica, † 2018)

## Conduttori radiofonici(1)
- Patrick Hässig, conduttore radiofonico, infermiere e politico svizzero (n. 1979)

## Danzatori(2)
- Patrick Dupond, ballerino francese (Parigi, n. 1959 - Mercin-et-Vaux, † 2021)
- Patrick de Bana, ballerino e coreografo tedesco (Amburgo)

## Designer(3)
- Patrick Bouchain, designer e scenografo francese (Parigi, n. 1945)
- Patrick Le Quément, designer francese (Marsiglia, n. 1945)
- Patrick Rylands, designer inglese (Hull, n. 1943)

## Direttori d'orchestra(1)
- Patrick Summers, direttore d'orchestra statunitense (Washington, n. 1963)

## Direttori della fotografia(1)
- Patrick Blossier, direttore della fotografia francese (Parigi, n. 1949)

## Dirigenti sportivi(8)
- Patrick Baumann, dirigente sportivo svizzero (Basilea, n. 1967 - Buenos Aires, † 2018)
- Patrick Bona, dirigente sportivo e ex hockeista su ghiaccio italiano (Bolzano, n. 1981)
- Pat Bowlen, dirigente sportivo statunitense (Prairie du Chien, n. 1944 - Denver, † 2019)
- Patrick Kluivert, dirigente sportivo, allenatore di calcio e ex calciatore olandese (Amsterdam, n. 1976)
- Patrick Lefevere, dirigente sportivo e ex ciclista su strada belga (Moorslede, n. 1955)
- Pat McQuaid, dirigente sportivo e ex ciclista su strada irlandese (Dublino, n. 1949)
- Patrick Mtiliga, dirigente sportivo e ex calciatore danese (Copenaghen, n. 1981)
- Pat Verbeek, dirigente sportivo e ex hockeista su ghiaccio canadese (Sarnia, n. 1964)

## Disc jockey(3)
- Statik Selektah, disc jockey, produttore discografico e conduttore radiofonico statunitense (Lawrence, n. 1982)
- Ruffneck, disc jockey e produttore discografico olandese
- Patrick Topping, disc jockey britannico (Newcastle upon Tyne, n. 1989)

## Doppiatori(2)
- Pat Fraley, doppiatore statunitense (Seattle, n. 1949)
- Patrick Seitz, doppiatore e sceneggiatore statunitense (Riverside, n. 1978)

## Drammaturghi(1)
- Patrick Marber, drammaturgo, sceneggiatore e attore britannico (Londra, n. 1964)

## Fisici(1)
- Patrick Maynard Stuart Blackett, fisico britannico (Londra, n. 1897 - Londra, † 1974)

## Flautisti(1)
- Patrick Gallois, flautista francese (Linselles, n. 1956)

## Fondisti(1)
- Patrick Mächler, ex fondista svizzero (Lachen, n. 1972)

## Fotografi(2)
- Patrick Demarchelier, fotografo francese (Le Havre, n. 1943 - Saint-Barthélemy, † 2022)
- Patrick Zachmann, fotografo, fotoreporter e regista francese (Choisy-le-Roi, n. 1955)

## Fumettisti(4)
- Patrick Cothias, fumettista francese (Parigi, n. 1948)
- Patrick Dumas, fumettista francese (Uzerche, n. 1953)
- Patrick McDonnell, fumettista e illustratore statunitense (New Jersey, n. 1956)
- Pat Sullivan, fumettista e animatore australiano (Sydney, n. 1885 - New York, † 1933)

## Funzionari(2)
- Patrick Leclercq, funzionario francese (Lilla, n. 1938)
- Patrick Alexander Vans Agnew, funzionario britannico (n. 1822 - Multan, † 1848)

## Generali(1)
- Patrick Edward Connor, generale statunitense (Kerry, n. 1820 - Salt Lake City, † 1891)

## Gesuiti(1)
- Patrick Anderson, gesuita scozzese (Elgin, n. 1575 - Londra, † 1624)

## Ghirondisti(1)
- Patrick Bouffard, ghirondista francese (n. 1963)

## Ginecologi(1)
- Patrick Steptoe, ginecologo inglese (Oxford, n. 1913 - Canterbury, † 1988)

## Giocatori di baseball(4)
- Patrick Corbin, giocatore di baseball statunitense (Clay, n. 1989)
- Pat Neshek, giocatore di baseball statunitense (Madison, n. 1980)
- Patrick Sandoval, giocatore di baseball statunitense (Mission Viejo, n. 1996)
- Pat Venditte, ex giocatore di baseball statunitense (Omaha, n. 1985)

## Giocatori di beach volley(1)
- Patrick Heuscher, ex giocatore di beach volley svizzero (Frauenfeld, n. 1976)

## Giocatori di calcio a 5(2)
- Patrick Nora, ex giocatore di calcio a 5 brasiliano (Curitibanos, n. 1979)
- Patrick Thomassen, ex giocatore di calcio a 5 olandese (n. 1965)

## Giocatori di curling(1)
- Patrick Hürlimann, giocatore di curling svizzero (Zugo, n. 1963)

## Giocatori di football americano(46)
- Pat Angerer, giocatore di football americano statunitense (Bettendorf, n. 1987)
- Patrick Bachmann, giocatore di football americano svizzero (n. 1995)
- Patrick Bates, ex giocatore di football americano statunitense (Galveston, n. 1970)
- Patrick Botela, giocatore di football americano francese
- Pat Bryant, giocatore di football americano statunitense (n. 2002)
- Patrick Chung, ex giocatore di football americano giamaicano (Kingston, n. 1987)
- Patrick Daley, giocatore di football americano britannico
- Patrick DiMarco, giocatore di football americano statunitense (Altamonte Springs, n. 1989)
- Patrick Donahue, ex giocatore di football americano statunitense (Los Angeles)
- Pat Elflein, giocatore di football americano statunitense (Pickerington, n. 1994)
- Pat Freiermuth, giocatore di football americano statunitense (Lawrence, n. 1998)
- Patrick Geiger, giocatore di football americano tedesco (n. 1982)
- Pat Haden, ex giocatore di football americano statunitense (Westbury, n. 1953)
- P.J. Hall, giocatore di football americano statunitense (Seguin, n. 1995)
- Pat Harlow, ex giocatore di football americano statunitense (Norco, n. 1969)
- Patrick Hunter, ex giocatore di football americano statunitense (San Francisco, n. 1964)
- Patrick Johnson, giocatore di football americano statunitense (Chattanooga, n. 1998)
- Patrick Jones II, giocatore di football americano statunitense (Chesapeake, n. 1998)
- Patrick Kerney, ex giocatore di football americano statunitense (Yardley, n. 1976)
- Ryan Kerrigan, giocatore di football americano statunitense (Muncie, n. 1988)
- Pat Lee, giocatore di football americano statunitense (Miami, n. 1984)
- Patrick Lewis, ex giocatore di football americano statunitense (Reserve, n. 1991)
- Patrick Mahomes, giocatore di football americano statunitense (Tyler, n. 1995)
- Pat McAfee, ex giocatore di football americano e wrestler statunitense (Plum, n. 1987)
- Patrick McMorris, giocatore di football americano statunitense (Santa Ana, n. 2001)
- Patrick Mekari, giocatore di football americano statunitense (Westlake Village, n. 1997)
- Patrick Neff, ex giocatore di football americano tedesco (n. 1984)
- Patrick O'Connell, giocatore di football americano statunitense (Kalispell, n. 1998)
- Pat O'Connor, giocatore di football americano statunitense (Chicago, n. 1993)
- Pat O'Donnell, giocatore di football americano statunitense (Lake Worth, n. 1991)
- Patrick Onwuasor, giocatore di football americano statunitense (Inglewood, n. 1992)
- Patrick Paul, giocatore di football americano statunitense (Houston, n. 2001)
- Patrick Peterson, ex giocatore di football americano statunitense (Fort Lauderdale, n. 1990)
- Patrick Poetsch, giocatore di football americano tedesco (Remscheid, n. 1989)
- Patrick Queen, giocatore di football americano statunitense (Livonia, n. 1999)
- Patrick Ramsey, ex giocatore di football americano statunitense (Ruston, n. 1979)
- Patrick Ricard, giocatore di football americano statunitense (Spencer, n. 1994)
- Patrick Robinson, giocatore di football americano statunitense (Miami, n. 1987)
- Pat Ryan, ex giocatore di football americano statunitense (Hutchinson, n. 1955)
- Pat Sims, ex giocatore di football americano statunitense (Fort Lauderdale, n. 1985)
- Pat Sullivan, giocatore di football americano statunitense (Birmingham, n. 1950 - † 2019)
- Patrick Surtain II, giocatore di football americano statunitense (Plantation, n. 2000)
- Pat Tillman, giocatore di football americano e militare statunitense (Fremont, n. 1976 - Sperah, † 2004)
- Pat White, ex giocatore di football americano statunitense (Daphne, n. 1986)
- Pat Williams, ex giocatore di football americano statunitense (Monroe, n. 1972)
- Patrick Willis, ex giocatore di football americano statunitense (Bruceton, n. 1985)

## Giocatori di lacrosse(1)
- Paddy Brennan, giocatore di lacrosse canadese (n. 1877 - Montréal, † 1961)

## Giornalisti(4)
- Patrick Apel-Muller, giornalista francese (Suresnes, n. 1959)
- Patrick Carnegy, XV conte di Northesk, giornalista scozzese (n. 1940)
- Lafcadio Hearn, giornalista, scrittore e iamatologo irlandese (Leucade, n. 1850 - Tokyo, † 1904)
- Patrick Le Hyaric, giornalista e politico francese (Orléans, n. 1957)

## Golfisti(2)
- Patrick Cantlay, golfista statunitense (Long Beach, n. 1992)
- Patrick Reed, golfista statunitense (San Antonio, n. 1990)

## Hockeisti su ghiaccio(21)
- Patrick Adami, ex hockeista su ghiaccio svizzero (Locarno, n. 1976)
- Patrick Bjorkstrand, hockeista su ghiaccio danese (Herning, n. 1992)
- Patrik Bärtschi, hockeista su ghiaccio svizzero (Bülach, n. 1984)
- Patrick Galbraith, hockeista su ghiaccio danese|PostNazionalità=di ruolo portiere (Haderslev, n. 1986)
- Patrick Geering, hockeista su ghiaccio svizzero (Zurigo, n. 1990)
- Patrick Hager, hockeista su ghiaccio tedesco (Stoccarda, n. 1988)
- Pat Hannigan, hockeista su ghiaccio canadese (Timmins, n. 1936 - Welland, † 2007)
- Pat Iannone, ex hockeista su ghiaccio canadese (Fruitvale, n. 1982)
- Patrick Dell Iannone, ex hockeista su ghiaccio canadese (Flin Flon, n. 1954)
- Patrick Kane, hockeista su ghiaccio statunitense (Buffalo, n. 1988)
- Patrick Killeen, ex hockeista su ghiaccio canadese (Almonte, n. 1990)
- Pat LaFontaine, ex hockeista su ghiaccio statunitense (Saint Louis, n. 1965)
- Patrick Marleau, hockeista su ghiaccio canadese (Saskatchewan, n. 1979)
- Pat Mazzoli, ex hockeista su ghiaccio canadese (Markham, n. 1970)
- Patrick Reimer, hockeista su ghiaccio tedesco (Mindelheim, n. 1982)
- Patrick Rissmiller, ex hockeista su ghiaccio statunitense (Belmont, n. 1978)
- Patrick Rizzo, hockeista su ghiaccio italiano (San Candido, n. 1988)
- Patrick Sharp, hockeista su ghiaccio canadese (Winnipeg, n. 1981)
- Patrick Sidler, ex hockeista su ghiaccio svizzero (Zurigo, n. 1985)
- Patrick Thoresen, hockeista su ghiaccio norvegese (Hamar, n. 1983)
- Patrick Timpone, ex hockeista su ghiaccio italiano (Bolzano, n. 1974)

## Illustratori(1)
- Patrick Spaziante, illustratore e fumettista statunitense

## Imprenditori(5)
- Patrick Drahi, imprenditore francese (Casablanca, n. 1963)
- Patrick Kennedy, imprenditore irlandese (Dunganstown, n. 1823 - Boston, † 1858)
- Patrick Joseph Kennedy, imprenditore e politico statunitense (Boston, n. 1858 - Boston, † 1929)
- Patrick Nee, imprenditore e mafioso irlandese (Rosmuc, n. 1943)
- Pat Toomey, imprenditore e politico statunitense (Providence, n. 1961)

## Informatici(3)
- Patrick Cousot, informatico francese (Pont-l'Évêque, n. 1948)
- Pat Hanrahan, informatico, ingegnere e docente statunitense (n. 1954)
- Patrick Volkerding, informatico statunitense (n. 1966)

## Ingegneri(3)
- Patrick Head, ingegnere britannico (Farnborough, n. 1946)
- Patrick Michael Kolla, ingegnere e informatico tedesco (n. 1978)
- Pat Symonds, ingegnere inglese (Bedford, n. 1953)

## Insegnanti(1)
- Patrick Drazen, docente e saggista statunitense (Chicago)

## Judoka(1)
- Patrick Vial, ex judoka francese (Parigi, n. 1946)

## Kickboxer(1)
- Pat Barry, kickboxer e ex artista marziale misto statunitense (New Orleans, n. 1979)

## Lessicografi(1)
- Patrick Hanks, lessicografo e linguista britannico (n. 1940 - † 2024)

## Linguisti(1)
- Patrick W. Skehan, linguista statunitense (n. 1909 - † 1980)

## Maratoneti(5)
- Patrick Ivuti, maratoneta e mezzofondista keniota (Machakos, n. 1978)
- Patrick Makau Musyoki, maratoneta keniota (Manyanzwani - Eastern Province, n. 1985)
- Patrick Muturi, ex maratoneta keniota (n. 1972)
- Patrick Tambwé, ex maratoneta della Repubblica Democratica del Congo (Kinshasa, n. 1975)
- Patrick Terer, maratoneta e siepista keniota (n. 1989)

## Martellisti(2)
- Pat O'Callaghan, martellista irlandese (Kanturk, n. 1905 - Clonmel, † 1991)
- Patrick Ryan, martellista statunitense (Old Pallas, n. 1881 - Limerick, † 1964)

## Matematici(1)
- Patrick Grundy, matematico inglese (Yarmouth, n. 1917 - † 1959)

## Medici(3)
- Patrick Carnes, medico e psicologo statunitense (n. 1944)
- Patrick Manson, medico scozzese (Oldmeldrum, n. 1844 - Londra, † 1922)
- Patrick Soon-Shiong, medico e imprenditore sudafricano (Port Elizabeth, n. 1952)

## Mezzofondisti(1)
- Patrick Kiingi, ex mezzofondista keniota

## Militari(3)
- Keyes O'Clery, militare e avvocato irlandese (n. 1849 - † 1913)
- Patrick Sarsfield, I conte di Lucan, militare irlandese (Huy, † 1693)
- Patrick Stewart, militare statunitense (Reno, n. 1970 - Provincia di Zabul, † 2005)

## Multiplisti(1)
- Guillaume Thierry, ex multiplista mauriziano (Moka, n. 1986)

## Musicisti(6)
- Patrick Carney, musicista statunitense (Akron, n. 1980)
- Patrick Castagne, musicista e compositore trinidadiano (Georgetown, n. 1916 - Port of Spain, † 2000)
- Patrick Cowley, musicista statunitense (Buffalo, n. 1950 - San Francisco, † 1982)
- Blank Banshee, musicista canadese (Saint John, n. 1986)
- Patrick Moraz, musicista, tastierista e pianista svizzero (Morges, n. 1948)
- Patrick Wolf, musicista britannico (Londra, n. 1983)

## Navigatori(1)
- Patrick Keohane, marinaio e esploratore irlandese (Courtmacsherry, n. 1879 - Plymouth, † 1950)

## Nobili(8)
- Patrick Bowes-Lyon, XV conte di Strathmore e Kinghorne, nobile britannico (Hertfordshire, n. 1884 - Angus, † 1949)
- Patrick Bowes-Lyon, nobile e tennista britannico (Belgravia, n. 1863 - Westerham, † 1946)
- Patrick Dunbar, VIII conte di March, nobile scozzese (n. 1242 - † 1308)
- Patrick Dunbar, IX conte di March, nobile scozzese (n. 1285 - † 1368)
- Patrick Dunbar, VII conte di March, nobile scozzese (n. 1213 - Whittingham, † 1289)
- Patrick Gray, VI Lord Gray, nobile e politico scozzese († 1612)
- Patrick Hepburn, I conte di Bothwell, nobile scozzese († 1508)
- Patrick, conte di Atholl, nobile scozzese (Haddington, † 1242)

## Nuotatori(5)
- Patrick Dybiona, nuotatore olandese (Brunssum, n. 1963)
- Patrick Kühl, ex nuotatore tedesco (Güstrow, n. 1968)
- Paddy McClure, nuotatore e pallanuotista irlandese (n. 1908 - Belfast, † 1965)
- Patrick Murphy, ex nuotatore australiano (Albury, n. 1984)
- Patrick Sammon, nuotatore statunitense (El Dorado Hills, n. 2003)

## Ostacolisti(1)
- Patrick Ottoz, ex ostacolista italiano (Brescia, n. 1971)

## Pallamanisti(2)
- Patrick Groetzki, pallamanista tedesco (Pforzheim, n. 1989)
- Patrick Wiencek, ex pallamanista tedesco (Duisburg, n. 1989)

## Pallavolisti(2)
- Patrick Gasman, pallavolista statunitense (Stanford, n. 1997)
- Patrick Schwagler, pallavolista statunitense (Orchard Park, n. 1991)

## Paracadutisti(1)
- Patrick de Gayardon, paracadutista francese (Oullins, n. 1960 - Isole Hawaii, † 1998)

## Pattinatori artistici su ghiaccio(2)
- Patrick Chan, ex pattinatore artistico su ghiaccio canadese (Ottawa, n. 1990)
- Patrick Péra, ex pattinatore artistico su ghiaccio francese (Lione, n. 1949)

## Pattinatori di velocità su ghiaccio(2)
- Patrick Beckert, pattinatore di velocità su ghiaccio tedesco (Erfurt, n. 1990)
- Patrick Roest, pattinatore di velocità su ghiaccio olandese (Giethoorn, n. 1995)

## Pentatleti(1)
- Patrick Dogue, pentatleta tedesco (Ludwigshafen am Rhein, n. 1992)

## Personaggi televisivi(1)
- Patrick Ray Pugliese, personaggio televisivo e attore italiano (Teheran, n. 1977)

## Pesisti(1)
- Pat McDonald, pesista e martellista statunitense (Doonbeg, n. 1878 - New York, † 1954)

## Pianisti(1)
- Patrick Trentini, pianista, compositore e direttore d'orchestra italiano (Trento, n. 1976)

## Piloti automobilistici(7)
- Patrick Depailler, pilota automobilistico francese (Clermont-Ferrand, n. 1944 - Hockenheim, † 1980)
- Patrick Friesacher, ex pilota automobilistico austriaco (Wolfsberg, n. 1980)
- Patrick Gaillard, ex pilota automobilistico francese (Parigi, n. 1952)
- Patrick Kujala, ex pilota automobilistico finlandese (Marbella, n. 1996)
- Patrick Lemarié, pilota automobilistico francese (Parigi, n. 1968)
- Patrick Nève, pilota di Formula 1 belga (Liegi, n. 1949 - Bruxelles, † 2017)
- Pat O'Connor, pilota automobilistico statunitense (North Vernon, n. 1928 - Speedway, † 1958)

## Piloti di rally(2)
- Patrick Snijers, pilota di rally belga (n. 1958)
- Patrick Zaniroli, ex pilota di rally francese (Courbevoie, n. 1950)

## Piloti motociclistici(5)
- Pat Evans, pilota motociclistico statunitense (El Cajon, n. 1955 - Bologna, † 1977)
- Patrick Fernandez, pilota motociclistico francese (Algeri, n. 1952)
- Patrick Jacobsen, pilota motociclistico statunitense (Montgomery, n. 1993)
- Patrick Pons, pilota motociclistico francese (Parigi, n. 1952 - Northampton, † 1980)
- Patrick van de Waarsenburg, pilota motociclistico olandese (Assen, n. 1988)

## Pistard(2)
- Patrick McDonough, ex pistard statunitense (Long Beach, n. 1961)
- Patrick Sercu, pistard e ciclista su strada belga (Roeselare, n. 1944 - Roeselare, † 2019)

## Pittori(5)
- Patrick Angus, pittore statunitense (North Hollywood, n. 1953 - New York, † 1992)
- Patrick Bakker, pittore olandese (Apeldoorn, n. 1910 - Amsterdam, † 1932)
- Branwell Brontë, pittore, scrittore e insegnante britannico (Thornton, n. 1817 - Haworth, † 1848)
- Patrick Caulfield, pittore e incisore inglese (Londra, n. 1936 - Londra, † 2005)
- Patrick Heron, pittore britannico (Headingley, n. 1920 - Zennor, † 1999)

## Poeti(3)
- Patrick Kavanagh, poeta e scrittore irlandese (Inniskeen, n. 1904 - Dublino, † 1967)
- Patrick Lane, poeta canadese (n. 1939 - † 2019)
- Patrick McGuinness, poeta e critico letterario gallese (Tunisia, n. 1968)

## Politici(35)
- Patrick Achi, politico ivoriano (Parigi, n. 1955)
- Bertie Ahern, politico irlandese (Dublino, n. 1951)
- Patrick Allen, politico e pastore protestante giamaicano (Fruitful Vale, n. 1951)
- Pat McFadden, politico britannico (Glasgow, n. 1965)
- Pat Buchanan, politico statunitense (Washington, n. 1938)
- Patrick Cormack, politico, storico e giornalista britannico (Grimsby, n. 1939 - Lincoln, † 2024)
- Pat Cox, politico, giornalista e conduttore televisivo irlandese (Dublino, n. 1952)
- Patrick Dewael, politico belga (Lier, n. 1955)
- Patrick Duncan, politico britannico (Fortrie, n. 1870 - Pretoria, † 1943)
- Patrick Dupriez, politico belga (Yaoundé, n. 1968)
- Pat Fallon, politico statunitense (Pittsfield, n. 1967)
- Patrick Galithly, politico scozzese
- Patrick Graham, politico britannico (Augusta, † 1755)
- Pat Harrigan, politico statunitense (Contea di San Diego, n. 1987)
- Patrick Henry, politico e avvocato statunitense (Studley, n. 1736 - Brookneal, † 1799)
- Patrick Hillery, politico irlandese (Miltown Malbay, n. 1923 - Dublino, † 2008)
- Patrick Jay Hurley, politico statunitense (Territorio indiano, n. 1883 - Santa Fe, † 1963)
- Patrick Janssens, politico belga (Anversa, n. 1956)
- Patrick Kennedy, politico statunitense (Boston, n. 1967)
- Patrick Lucey, politico e ambasciatore statunitense (La Crosse, n. 1918 - Milwaukee, † 2014)
- Patrick Manning, politico e geologo trinidadiano (San Fernando, n. 1946 - San Fernando, † 2016)
- P. H. McCarthy, politico irlandese (Contea di Limerick, n. 1863 - San Francisco, † 1933)
- Pat McCrory, politico statunitense (Columbus, n. 1956)
- Patrick McHenry, politico statunitense (Gastonia, n. 1975)
- Pat Meehan, politico statunitense (Cheltenham Township, n. 1955)
- Patrick Morrisey, politico e avvocato statunitense (New York, n. 1967)
- Patrick Murphy, politico statunitense (Miami, n. 1983)
- Alan Nunnelee, politico statunitense (Tupelo, n. 1958 - Tupelo, † 2015)
- Patrick Ollier, politico francese (Périgueux, n. 1944)
- Patrick Joseph Power, politico irlandese (n. 1850 - Londra, † 1913)
- Pat Quinn, politico statunitense (Hinsdale, n. 1948)
- Pat Ryan, politico statunitense (Kingston, n. 1982)
- Patrick Sensburg, politico tedesco (Paderborn, n. 1971)
- Patrick Strzoda, politico francese (Thann, n. 1952)
- Pat Tiberi, politico statunitense (Columbus, n. 1962)

## Presbiteri(5)
- Patrick Chauvet, presbitero francese (Parigi, n. 1951)
- Patrick Desbois, presbitero francese (Chalon-sur-Saône, n. 1955)
- Patrick Jacquin, presbitero francese (Châteauroux, n. 1950 - Créteil, † 2018)
- Patrick Valdrini, presbitero francese (Saint-Mihiel, n. 1947)
- Patrick Joseph Whitney, presbitero e missionario irlandese (Breenletter, n. 1894 - Port, † 1942)

## Produttori discografici(1)
- Patrick Adams, produttore discografico, compositore e musicista statunitense (New York, n. 1950 - New York, † 2022)

## Pugili(4)
- Paddy Barnes, pugile irlandese (Belfast, n. 1987)
- Patrick Cowdell, ex pugile britannico (Smethwick, n. 1953)
- Patrick Day, pugile statunitense (Hempstead, n. 1992 - Chicago, † 2019)
- Packey McFarland, pugile statunitense (Chicago, n. 1888 - † 1936)

## Rapper(7)
- Sleepy Brown, rapper e produttore discografico statunitense (Savannah, n. 1970)
- Fat Pat, rapper statunitense (Houston, n. 1970 - Houston, † 1998)
- Luciano, rapper tedesco (Bautzen, n. 1994)
- Project Pat, rapper statunitense (Memphis, n. 1973)
- Fler, rapper tedesco (Berlino, n. 1982)
- Streetlife, rapper statunitense (New York)
- Tinie Tempah, rapper e produttore discografico britannico (Londra, n. 1988)

## Registi(4)
- Patrick Brice, regista, sceneggiatore e attore statunitense (Grass Valley, n. 1983)
- Patrick Hughes, regista, sceneggiatore e montatore australiano (Melbourne, n. 1978)
- Patrick Lussier, regista, montatore e sceneggiatore canadese (Vancouver, n. 1964)
- Patrick Stettner, regista e sceneggiatore statunitense

## Registi teatrali(1)
- Patrick Mason, regista teatrale e direttore artistico britannico (Londra, n. 1951)

## Religiosi(1)
- Patrick Augustine Sheehan, religioso irlandese (Mallow, n. 1852 - Cork, † 1913)

## Rivoluzionari(1)
- Patsy O'Hara, rivoluzionario irlandese (Derry, n. 1957 - Long Kesh, † 1981)

## Rugbisti a 15(6)
- Patrick Estève, ex rugbista a 15 e allenatore di rugby a 15 francese (Lavelanet, n. 1959)
- Patrick Lambie, ex rugbista a 15 sudafricano (Durban, n. 1990)
- Pat McCabe, rugbista a 15 australiano (Sydney, n. 1988)
- Pat Sanderson, rugbista a 15 britannico (Chester, n. 1977)
- Patrick Tabacco, rugbista a 15, allenatore di rugby a 15 e imprenditore francese (Tolosa, n. 1974)
- Patrick Tuipulotu, rugbista a 15 neozelandese (Auckland, n. 1993)

## Scacchisti(1)
- Patrick Wolff, scacchista statunitense (n. 1968)

## Sceneggiatori(2)
- Patrick Sheane Duncan, sceneggiatore e regista statunitense (n. 1947)
- Patrick Melton, sceneggiatore statunitense (Champaign, n. 1975)

## Scenografi(1)
- Patrick Tatopoulos, scenografo, regista e effettista francese (Parigi, n. 1957)

## Schermidori(3)
- Patrick Draenert, ex schermidore tedesco (Tettnang, n. 1969)
- Patrick Groc, ex schermidore francese (Neuilly-sur-Seine, n. 1960)
- Patrick Picot, ex schermidore francese (n. 1951)

## Scialpinisti(1)
- Patrick Vallençant, scialpinista e alpinista francese (Lione, n. 1946 - Revens, † 1989)

## Sciatori alpini(21)
- Patrick Bechter, ex sciatore alpino austriaco (Dornbirn, n. 1982)
- Patrick Biggs, ex sciatore alpino canadese (Berwick, n. 1982)
- Patrick Blanc, ex sciatore alpino francese (n. 1961)
- Patrick Brye, ex sciatore alpino francese
- Patrick Cogoli, ex sciatore alpino italiano (n. 1976)
- Patrick Feurstein, sciatore alpino austriaco (n. 1996)
- Patrick Holzer, ex sciatore alpino italiano (San Candido, n. 1970)
- Patrick Jazbec, ex sciatore alpino sloveno (n. 1989)
- Patrick Kenney, sciatore alpino statunitense (Boston, n. 1997)
- Patrick Küng, ex sciatore alpino svizzero (n. 1984)
- Patrick Lamotte, ex sciatore alpino francese (n. 1958)
- Patrick Ortlieb, ex sciatore alpino, politico e dirigente sportivo austriaco (Bregenz, n. 1967)
- Patrick Russel, ex sciatore alpino francese (n. 1946)
- Patrick Schweiger, ex sciatore alpino austriaco (n. 1990)
- Patrick Staub, ex sciatore alpino svizzero (Saanen, n. 1967)
- Patrick Staudacher, ex sciatore alpino italiano (Vipiteno, n. 1980)
- Patrick Thaler, ex sciatore alpino italiano (Bolzano, n. 1978)
- Patrick Haugen Veisten, ex sciatore alpino norvegese (n. 1994)
- Patrick Wirth, ex sciatore alpino austriaco (n. 1971)
- Patrick Wright, ex sciatore alpino canadese (n. 1986)
- Patrick von Siebenthal, sciatore alpino svizzero (n. 2001)

## Sciatori freestyle(1)
- Patrick Deneen, sciatore freestyle statunitense (Redmond, n. 1987)

## Scienziati(1)
- Patrick Brydone, scienziato e militare scozzese (Coldingham, n. 1736 - Lennel House, † 1818)

## Scrittori(25)
- Patrick Alexander, scrittore e sceneggiatore britannico (n. 1926 - † 1997)
- Patrick Chamoiseau, scrittore francese (Fort-de-France, n. 1953)
- Patrick Dennis, scrittore statunitense (Evanston, n. 1921 - New York, † 1976)
- Patrick Deville, scrittore francese (Saint-Brevin-les-Pins, n. 1957)
- Patrick Fogli, scrittore e sceneggiatore italiano (Bologna, n. 1971)
- Patrick French, scrittore, biografo e storico britannico (Londra, n. 1966 - Londra, † 2023)
- Patrick Graham, scrittore francese (n. 1968)
- Patrick Grainville, scrittore francese (Villers-sur-Mer, n. 1947)
- Patrick Lapeyre, scrittore francese (Parigi, n. 1949)
- Patrick Leigh Fermor, scrittore e viaggiatore britannico (Londra, n. 1915 - Worcestershire, † 2011)
- Patrick Lowie, scrittore, editore e regista belga (Bruxelles, n. 1964)
- Patrick MacGill, scrittore, poeta e commediografo irlandese (Glenties, n. 1889 - † 1963)
- Patrick Manoukian, scrittore, giornalista e editore francese (Meudon, n. 1949)
- Patrick Mauriès, scrittore, curatore editoriale e collezionista d'arte francese (Saint-Raphaël, n. 1952)
- Patrick McCabe, scrittore irlandese (Clones, n. 1955)
- Patrick McGrath, scrittore inglese (Londra, n. 1950)
- Patrick Neate, scrittore, sceneggiatore e giornalista britannico (Londra, n. 1970)
- Patrick Ness, scrittore e sceneggiatore statunitense (Fort Belvoir, n. 1971)
- Patrick O'Brian, scrittore, saggista e traduttore britannico (Chalfont St. Peter, n. 1914 - Dublino, † 2000)
- Patrick Radden Keefe, scrittore e giornalista statunitense (Dorchester, n. 1976)
- Patrick Robinson, scrittore britannico (Canterbury, n. 1940)
- Patrick Rothfuss, scrittore statunitense (Madison, n. 1973)
- Patrick Süskind, scrittore, sceneggiatore e drammaturgo tedesco (Ambach, n. 1949)
- Patrick White, scrittore, drammaturgo e saggista australiano (Londra, n. 1912 - Sydney, † 1990)
- Patrick deWitt, scrittore e sceneggiatore canadese (Isola di Vancouver, n. 1975)

## Siepisti(4)
- Patrick Flynn, siepista e mezzofondista statunitense (Bandon, n. 1894 - New York, † 1969)
- Daniel Njenga, ex siepista e maratoneta keniota (n. 1976)
- Patrick Nasti, siepista e mezzofondista italiano (Trieste, n. 1989)
- Patrick Sang, ex siepista e maratoneta keniota (n. 1964)

## Slittinisti(4)
- Patrick Gruber, ex slittinista italiano (Brunico, n. 1978)
- Patrick Pigneter, ex slittinista italiano (Bolzano, n. 1987)
- Patrick Rastner, slittinista italiano (Bressanone, n. 1993)
- Patrick Schwienbacher, ex slittinista italiano (Merano, n. 1982)

## Snowboarder(1)
- Patrick Burgener, snowboarder svizzero (Visp, n. 1994)

## Storici(3)
- Patrick Bruun, storico e numismatico finlandese (Helsinki, n. 1920 - Turku, † 2007)
- Patrick Cabanel, storico francese (Alès, n. 1961)
- Patrick Chabal, storico e africanista britannico (Taroudant, n. 1951 - † 2014)

## Tennistavolisti(2)
- Patrick Chila, tennistavolista francese (Ris-Orangis, n. 1969)
- Patrick Franziska, tennistavolista tedesco (Bensheim, n. 1992)

## Tennisti(10)
- Patrick Baur, ex tennista tedesco (Radolfzell am Bodensee, n. 1965)
- Pat Du Pré, ex tennista statunitense (Liegi, n. 1954)
- Patrick Galbraith, ex tennista statunitense (Tacoma, n. 1967)
- Frank Hadow, tennista e crickettista britannico (Londra, n. 1855 - Somerset, † 1946)
- Patrick Hombergen, ex tennista belga (Bruxelles, n. 1946)
- Patrick Kypson, tennista statunitense (Raleigh, n. 1999)
- Patrick Landau, tennista monegasco (Boulogne-Billancourt, n. 1945 - Saint Martin de Peille, † 2007)
- Patrick McEnroe, ex tennista statunitense (Manhasset, n. 1966)
- Patrick Proisy, ex tennista francese (Évreux, n. 1949)
- Pat Spence, tennista sudafricano (Queenstown, n. 1898 - Johannesburg, † 1983)

## Tiratori di fune(2)
- Pat Flanagan, tiratore di fune statunitense
- Patrick Philbin, tiratore di fune britannico (Castlebar, n. 1874 - Liverpool, † 1929)

## Tuffatori(1)
- Patrick Hausding, tuffatore tedesco (Berlino Est, n. 1989)

## Velocisti(5)
- Patrick van Balkom, ex velocista olandese (Waalwijk, n. 1974)
- Patrick Barré, ex velocista francese (Houilles, n. 1959)
- Patrick Johnson, ex velocista australiano (Cairns, n. 1972)
- Patrick van Luijk, velocista olandese (Spijkenisse, n. 1984)
- Patrick Stevens, ex velocista belga (Leut, n. 1968)

## Vescovi cattolici(12)
- Patrick James Byrne, vescovo cattolico e missionario statunitense (Washington, n. 1888 - Corea, † 1950)
- Patrick Dougherty, vescovo cattolico australiano (Kensington, n. 1931 - Bathurst, † 2010)
- Patrick James Dunn, vescovo cattolico neozelandese (Londra, n. 1950)
- Patrick Hoogmartens, vescovo cattolico belga (Tongeren, n. 1952)
- Patrick Neeson Lynch, vescovo cattolico statunitense (Clones, n. 1817 - Charleston, † 1882)
- Patrick Joseph McKinney, vescovo cattolico britannico (Birmingham, n. 1954)
- Patrick Laurence Murphy, vescovo cattolico australiano (Eastwood, n. 1920 - North Sydney, † 2007)
- Patrick Neary, vescovo cattolico statunitense (La Porte, n. 1963)
- Patrick O'Donoghue, vescovo cattolico irlandese (Mourne Abbey, n. 1934 - Mallow, † 2021)
- Patrick O'Hely, vescovo cattolico irlandese (Kilmallock, † 1579)
- Patrick Percival Power, vescovo cattolico australiano (Cooma, n. 1942)
- Patrick James Zurek, vescovo cattolico statunitense (Sealy, n. 1948)

## Wrestler(6)
- Pat Barrett, wrestler irlandese (Dublino, n. 1941 - † 2021)
- Ricky Knight, wrestler britannico (Norwich, n. 1953)
- Pat O'Connor, wrestler neozelandese (Raetihi, n. 1924 - Wanganui, † 1990)
- Alex Shelley, wrestler statunitense (Detroit, n. 1983)
- Pat Tanaka, ex wrestler statunitense (Honolulu, n. 1961)
- Velveteen Dream, wrestler statunitense (Washington, n. 1995)

## Senza attività specificata(6)
- Patrick Bussler, ex snowboarder tedesco (Monaco di Baviera, n. 1984)
- Pat Garrett, statunitense (Cusseta, n. 1850 - Las Cruces, † 1908)
- Paddy Johns, britannico (Portadown, n. 1968)
- Pat Lam, allenatore di rugby a 15 e ex rugbista a 15 neozelandese (Auckland, n. 1968)
- Patrick Leahy, ex politico statunitense (Montpelier, n. 1940)
- Patrick Cotter O'Brien, irlandese (Kinsale, n. 1760 - † 1806)